# Dryad Lake
Der Dryad Lake (englisch; bulgarisch езеро Дриада esero Driada) ist ein ovaler, in nordnordwest-südsüdöstlicher Ausrichtung 190 m langer, 90 m breiter und 1,28 Hektar großer See auf der Livingston-Insel im Archipel der Südlichen Shetlandinseln. Er liegt 1,25 km nördlich des Telish Rock, 1,5 km südöstlich des Amadok Point und 3,25 km westsüdwestlich des Bond Point auf der Westseite des Elephant Point. Von der Bransfieldstraße trennt ihn ein zwischen 19 und 25 m breiter Landstreifen.
Die bulgarische Kommission für Antarktische Geographische Namen benannte ihn 2020 nach den Dryaden aus der griechischen Mythologie.